# Jacobus Hendrik Pierneef

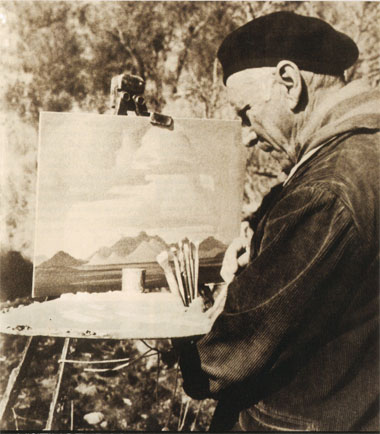
Pierneef bei der Arbeit

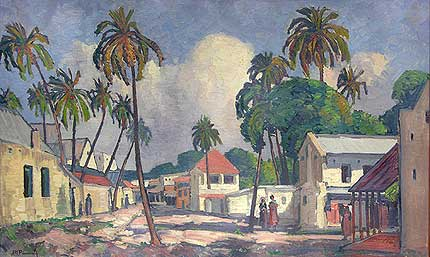
Dar-es-Salaam, 1926

Jacobus Hendrik Pierneef (* 13. August 1886 in Pretoria, Südafrikanische Republik; † 4. Oktober 1957 in Pretoria, Südafrika) war ein südafrikanischer Maler, der besonders für seine Landschaftsgemälde und Wandgemälde bekannt wurde. Er gilt als einer der bedeutendsten Künstler Südafrikas und beeinflusste die Darstellung der südafrikanischen Landschaft im 20. Jahrhundert maßgeblich.

## Leben

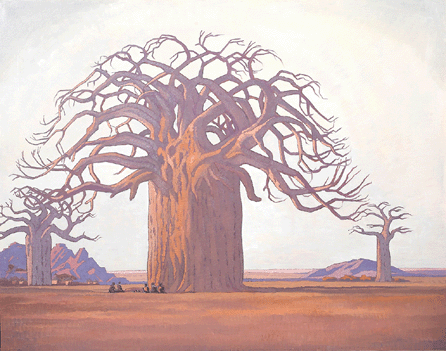
Der Boabab-Baum, 1934.

Jacobus Hendrik Pierneef wurde 1886 in Pretoria geboren und wuchs in einer Zeit politischer und sozialer Umbrüche auf. Aufgrund des Zweiten Burenkrieges (1899–1902) floh seine Familie nach Nijmegen in den Niederlanden, wo Pierneef an der Akademie für Bildende Künste in Rotterdam studierte. Nach dem Krieg kehrte die Familie nach Südafrika zurück, und Pierneef setzte seine künstlerische Ausbildung fort. Hier kam er mit Künstlern und Lehrern wie dem deutschen Maler Gustav Fritsch in Kontakt, der seinen Stil prägte.
In den 1920er Jahren erhielt Pierneef mehrere prestigeträchtige Aufträge, darunter die Gestaltung von Wandgemälden für den Hauptbahnhof von Johannesburg. Diese Werke gelten als Höhepunkte seiner Karriere und festigten seinen Ruf als führender Landschaftsmaler Südafrikas. Die Gemälde zeigen ikonische Landschaften des Landes und verkörpern ein Idealbild der südafrikanischen Natur. 1928 schockierte Pierneef die Traditionalisten, als er in einer Ausstellung einige abstrakte, „futuristische“ Werke zeigte. Diese wurden nicht so gut aufgenommen wie seine traditionellen Werke, für die er berühmt geworden war, und nach schlechten Kritiken von Leuten wie Anton Van Wouw kehrte er zu seinem alten Stil zurück. 
Nach den Erfolgen der 1930er Jahre blieb Pierneef aktiv und entwickelte seinen Stil weiter. Seine Werke aus den späteren Jahren zeigen einen reiferen Umgang mit Licht und Schatten, wobei er weiterhin die südafrikanische Landschaft in den Vordergrund stellte. Er starb 1957 in Pretoria und hinterließ ein bedeutendes künstlerisches Erbe, das seine besondere Beziehung zur südafrikanischen Natur und Kultur widerspiegelt.

## Werk

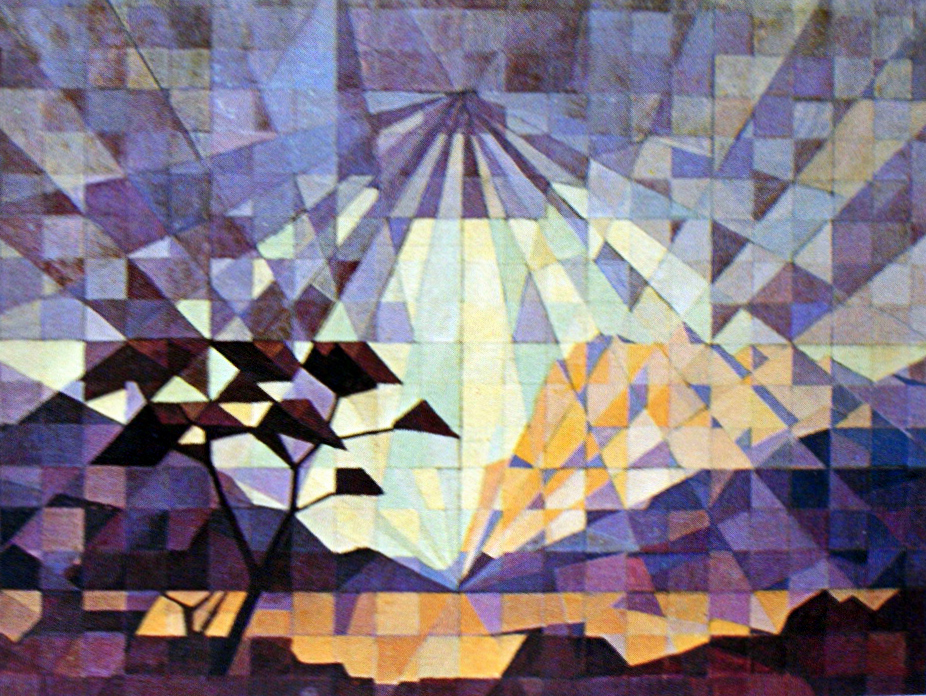
„Futuristische“ Landschaft, 1928.

Pierneefs Werke zeichnen sich durch klare, geometrische Formen und eine reduzierte Farbpalette aus, die die südafrikanische Landschaft auf einzigartige Weise darstellen. In seinen frühen Werken war er stark von europäischen Impressionisten und Post-Impressionisten beeinflusst, fand jedoch später zu einem eigenen, unverwechselbaren Stil. Besonders die weiten Ebenen, die markanten Bergzüge und die karge Vegetation Südafrikas wurden durch seine Kunst symbolhaft.
Pierneefs Werke sind bis heute in vielen südafrikanischen Museen und Sammlungen vertreten, und seine Werke sind weltweit begehrt. In Südafrika wird er als kulturelle Ikone verehrt, und seine Arbeiten sind Teil der nationalen Identität geworden.